# Sant Marc de Mas de Barberans
Sant Marc de Mas de Barberans és una església de Mas de Barberans (Montsià) inclosa a l'Inventari del Patrimoni Arquitectònic de Catalunya.

## Descripció
És un edifici d'una sola nau amb capelles laterals. La façana és feta de maçoneria (actualment vista), amb cornisa curvilínia. Sobre l'eix central s'obre el portal principal, d'arc de mig punt adovellat, sostingut per impostes, i coronat per una finestra allindanada també de carreus. Sobre un dels angles s'alça el campanar de torre (obra recent), amb rellotge i obertures d'arc de mig punt a totes les façanes. Al damunt, una cornisa motllurada corona la torre, tancada per una barana.
Els murs laterals són de carreus irregulars, reforçats per contraforts i amb dos nivells de coberta, un d'ells corresponent a la teulada de les capelletes laterals; per damunt d'aquestes s'obren finestres rectangulars que il·luminen la nau.
La coberta és a dues vessants, de teula àrab.

## Història
Sobre la clau de l'arc de la porta d'entrada hi ha la inscripció "Año 1734". L'església està dedicada a sant Marc.
L'obra fou reformada fa uns pocs anys; abans presentava el capcer amb espadanya centrada (amb dos buits de mig punt i el rellotge) sobre l'eix central. Per desgràcia aquesta espadanya ha desaparegut, arrodonint-se la part central i afegint-hi el campanar.